# II Италийски легион
II Италийски легион pia fidelis (Legio II Italica pia fidelis) е римски легион.
Сформиран е през 165 г. по нареждане на император Марк Аврелий (заедно с III Италийски легион) за засилване на Дунавския регион. Легионът е стациониран до 170 г. в Далмация и до неговото разпускане през средата на 5 век непрекъснато в Норик.
Емблемата на легиона е Капитолийската вълчица, към която по времето на император Галиен се добавят основателите на Рим близнаците Ромул и Рем.
За сформирането (dilectus) на новите легиони в Горна Италия получават задачата Марк Клавдий Фронтон, Гней Юлий Вер и Тиберий Клавдий Прокул Корнелиан.
Легионът е първо под командването на Квинт Антисций Адвент, който през 168 г. е leg(atus) Aug(ustus) at praetenturum Italiae et Alpium.
Легионът участва 172 – 193 г. в маркоманската война с командири Тиберий Клавдий Помпеян и Публий Хелвий Пертинакс.
Легионът е стациониран в Ločica и през 174/175 г. заедно с Ала Антониниана (Ala Antoniniana) в лагера Албинг в Норик. През битките през т.нар. втората година на четиримата императори е верен на Септимий Север и затова получава името pia fidelis. През 193 г. легионът участва в похода на неговите войски към Рим.
През 205 г. легионът е стациониран в Лауриакум (днес Енс/Лорх в Австрия).
От 213 г. носи името Antoniniana и при Александър Север (222 – 235) Severiana. Между 213 и 234 г. легионът се бие с ютунгите.
II Италийски легион участва в дакийската война на мператор Максимин Трак (238 – 244) заедно с II Спомагателен легион.
През втората половина на 3 век вероятно участва в поход против готите на Долен Дунав, където е попълнен с нови наемници от Тракия. Епиграфски паметник за това идентифицира в Алмус Константин Иречек през 1879 г.
Император Галиен дава на легиона за трети път почетното име Pia Fidelis и неговото пълно име става Legio II Italica VII pia VII fidelis (за седми път верен и лоялен).
През 312 г. голяма част от легиона тръгва с войската на Константин Велики и участва в Битката на Милвийския мост с Максенций и му помагат да се качи на трона.
Известни са 135 надписа, в които се споменават 157 участници от легиона.

## Командири
От легатите на легиона – от които някои са едновременно и управители на Норик – са известни:
- Квинт Антисций Адвент, 168
- Квинт Херений Силвий Максим (169),
- Публий Хелвий Пертинакс, по-късният император, и
- Тиберий Клавдий Помпеиан, зет на Марк Аврелий (от 170),
- Юний Приск Карин Квинтилиан (187 – 188),
- Гай Мемий Фид Юлий Албий (190/91),
- Марк Ювентий Сур Прокул (201 – 205),
- Полиен Себен (205/206),
- Публий Катий Сабин (206 до 208),
- Марк Мунаций Сула Цериал (пр. 215),
- Марк Гней Лициний Руфин (222 – 235),
- Публий Козиний Феликс (пр. 250),
- Гай Макриний Дециан (ок. 255),
- Елий Рестут (последната трета на 3 век)
- Марк Аврелий Марин (последната трета на 3 век)
- Марк Аврелий Юлий (ок. 276)

## Походи
- 171 – 174: участие в Маркоманските войни на Марк Аврелий,
- 208 – 211: една част (Vexillation) участва в Британския поход на Септимий Север,
- 213: участие в Алеманската война на Каракала,
- 215: нападение против квадите,
- 234: защитни боеве против ютунгите,
- 238 – 244: участие в Дакийската война на Максимин Трак през 3 век, една Vexillation се бие също против готите на Долен Дунав,
- 253 – 260: преместен в провонция Африка proconsularis, за да състави отново разпуснатия там III Августов легион от Гордиан III,
- 260: участие в Персийската война на Валериан I,
- 260 – 268: легионът отблъска в Горна Италия нахлулите ютунги,
- 270 – 275: участие в разгромяването на узурпацията на Зенобия от Палмира с командир Аврелиан,
- 282: легионът помага при издигането на Кар за император,
- 27 юни 310: победа против маркоманите при Прутинг/Розенхайм,
- 312: частта (Vexillation) от Дивития се бие на страната на Константин в Битката на Милвийския мост против Максенций.